# Motorola OJO
Pour les articles homonymes, voir Ojo (homonymie).
Le Motorola OJO est un visiophone conçu et commercialisé par Motorola.
Il permet des discussions face à face en vidéo et en son synchronisé. Dans une entreprise, on peut le brancher directement au réseau IP (VoIP). À la maison, on le branche plutôt sur une ligne téléphonique ordinaire ou sur une connexion Internet haute vitesse, via un port Ethernet.